# XXV Universiade invernale
La XXV Universiade invernale (in turco 2011 Kış Üniversite Oyunları) si è svolta dal 27 gennaio al 6 febbraio 2011 nella città di Erzurum, in Turchia.

## Assegnazione
Il 16 gennaio 2007, durante i Giochi della Universiadi invernali 2007 di Torino, sono state assegnate dalla FISU sia l'Universiade 2011 estiva che quella invernale.
In lizza con Erzurum c'era anche la città di Maribor, Slovenia .

## Sviluppo e preparazione

### Sedi di gara
- Erzurum
  - Ice Hockey Arena - Hockey su ghiaccio
  - Ice Hockey Rink - Hockey su ghiaccio
  - Curling Arena - Curling
  - Ice Skating and training Arena - Pattinaggio di figura
- Kandilli
  - Sci di fondo
  - Biathlon
- Kiremitliktepe
  - Salto con gli sci
- Konakli
  - Sci alpino
- Monte Palandöken
  - Comprensorio sciistico - Snowboard, Sci alpino

## Immagine dei Giochi

La mascotte Kanka

Il logo e la mascotte delle Universiadi sono state disegnate dalla Università Atatürk di Erzurum.

### Logo
Il logo della manifestazione rappresenta il doppio minareto di una madrasa, che viene presa come riferimento di formazione simil-universitaria del passato, e che viene presentato con la classica forma dei logo delle Universiadi, ovvero la U. La presentazione del simbolo con il motivo di Seljuk vuole unire storia, cultura e sport.

### Mascotte
La mascotte delle Universiadi invernali 2011 si chiama Kanka ed è un'aquila con due teste che rappresenta le culture occidentale ed orientale che convivono nella Turchia odierna, oltre che forza e potenza, tipiche del rapace. I colori blu e rosso sono invece un riferimento ai colori cittadini.

## Le Universiadi

### Paesi partecipanti
| Africa |
| --- |
| - Sudafrica |
| Americhe |
| - Brasile - Canada - Colombia - Messico - Stati Uniti - Venezuela |
| Asia |
| - Cina - Corea del Sud - Iran - Giappone - Kazakistan - Libano - Malaysia - Mongolia - Nepal - Taipei cinese - Thailandia |
| Europa |
| - Austria - Azerbaigian - Belgio - Bielorussia - Bulgaria - Croazia - Danimarca - Estonia - Finlandia - Francia - Germania - Regno Unito - Grecia - Irlanda - Italia - Lettonia - Lituania - Macedonia - Moldavia - Monaco - Montenegro - Norvegia - Paesi Bassi - Polonia - Rep. Ceca - Russia - San Marino - Serbia - Slovacchia - Slovenia - Spagna - Svezia - Svizzera - Turchia - Ucraina - Ungheria |
| Oceania |
| - Australia - Nuova Zelanda |

### Discipline
Il programma della manifestazione competizioni in 11 discipline:
| Disciplina            | Maschile | Femminile | Misti | Totali |
| --------------------- | -------- | --------- | ----- | ------ |
| Biathlon              | 4        | 4         | 1     | 9      |
| Combinata nordica     | 3        |           |       | 3      |
| Curling               | 1        | 1         |       | 2      |
| Freestyle             | 2        | 2         |       | 4      |
| Hockey su ghiaccio    | 1        | 1         |       | 2      |
| Pattinaggio di figura | 1        | 2         | 2     | 5      |
| Salto con gli sci     | 3        | 1         |       | 4      |
| Sci alpino            | 4        | 4         |       | 8      |
| Sci di fondo          | 5        | 5         | 1     | 11     |
| Short track           | 4        | 4         |       | 8      |
| Snowboard             | 4        | 4         |       | 8      |

## Calendario degli eventi
| ● | Cerimonia di apertura |  | Gare | ● | Finali |  | Galà di esibizione | ● | Cerimonia di chiusura |

| Gennaio / Febbraio 2011 | Gio 27 | Ven 28 | Sab 29 | Dom 30 | Lun 31 | Mar 1 | Mer 2 | Gio 3 | Ven 4 | Sab 5 | Dom 6 | Medaglie |
| ----------------------- | ------ | ------ | ------ | ------ | ------ | ----- | ----- | ----- | ----- | ----- | ----- | -------- |
| Biathlon                |        |        | 2      |        |        | 2     | 2     |       | 1     | 2     |       | 9        |
| Combinata nordica       |        | 1      |        | 1      |        | 1     |       |       |       |       |       | 3        |
| Curling                 |        |        |        |        |        |       |       |       |       | 2     |       | 2        |
| Freestyle               |        | 2      |        |        |        |       |       |       |       | 2     |       | 4        |
| Hockey su ghiaccio      |        |        |        |        |        |       |       |       |       | 1     | 1     | 2        |
| Pattinaggio di figura   |        |        |        |        |        |       | 2     | 1     | 2     |       |       | 5        |
| Salto con gli sci       |        | 1      | 1      |        | 1      |       |       | 1     |       |       |       | 4        |
| Sci alpino              |        |        | 1      | 1      |        |       | 2     | 1     | 1     | 1     | 1     | 8        |
| Sci di fondo            |        | 2      | 2      |        | 2      |       | 2     | 1     |       | 2     |       | 11       |
| Short track             |        | 2      | 2      | 4      |        |       |       |       |       |       |       | 8        |
| Snowboard               |        |        |        | 2      |        | 2     |       |       | 2     |       | 2     | 8        |
| Medaglie assegnate      |        | 8      | 8      | 8      | 4      | 6     | 6     | 4     | 6     | 10    | 4     | 64       |
| Cerimonie               | ●      |        |        |        |        |       |       |       |       |       | ●     |          |
| Gennaio / Febbraio 2011 | Gio 27 | Ven 28 | Sab 29 | Dom 30 | Lun 31 | Mar 1 | Mer 2 | Gio 3 | Ven 4 | Sab 5 | Dom 6 | Medaglie |

## Medagliere
Paese ospitante
| Pos.   | Paese         | Oro | Argento | Bronzo | Totale |
| ------ | ------------- | --- | ------- | ------ | ------ |
| 1      | Russia        | 14  | 14      | 10     | 34     |
| 2      | Corea del Sud | 7   | 3       | 5      | 15     |
| 3      | Ucraina       | 6   | 5       | 4      | 15     |
| 4      | Slovacchia    | 5   | 0       | 3      | 8      |
| 5      | Francia       | 4   | 4       | 5      | 13     |
| 6      | Giappone      | 4   | 3       | 3      | 10     |
| 7      | Stati Uniti   | 4   | 2       | 0      | 6      |
| 8      | Cina          | 3   | 3       | 4      | 10     |
| 9      | Germania      | 3   | 3       | 1      | 7      |
| 10     | Rep. Ceca     | 2   | 2       | 3      | 7      |
| 10     | Slovenia      | 2   | 2       | 3      | 7      |
| 12     | Svizzera      | 2   | 1       | 3      | 6      |
| 13     | Austria       | 2   | 1       | 1      | 4      |
| 14     | Canada        | 1   | 3       | 1      | 5      |
| 15     | Italia        | 1   | 2       | 4      | 7      |
| 16     | Finlandia     | 1   | 2       | 0      | 3      |
| 17     | Kazakistan    | 1   | 0       | 5      | 6      |
| 18     | Regno Unito   | 1   | 0       | 0      | 1      |
| 19     | Polonia       | 0   | 6       | 2      | 8      |
| 20     | Svezia        | 0   | 2       | 2      | 4      |
| 20     | Bulgaria      | 0   | 2       | 2      | 4      |
| 22     | Bielorussia   | 0   | 1       | 1      | 2      |
| 23     | Spagna        | 0   | 1       | 0      | 1      |
| 23     | Turchia       | 0   | 1       | 0      | 1      |
| 25     | Ungheria      | 0   | 0       | 1      | 1      |
| Totale | Totale        | 63  | 63      | 63     | 129    |